# Phyllotocus apicalis
Phyllotocus apicalis är en skalbaggsart som beskrevs av Macleay 1864. Phyllotocus apicalis ingår i släktet Phyllotocus och familjen Melolonthidae. Inga underarter finns listade i Catalogue of Life.